# Donato (Italia)
Donato es una localidad y comune italiana de la provincia de Biella, región de Piamonte, con 713 habitantes.

## Evolución demográfica
| Gráfica de evolución demográfica de Donato entre 1861 y 2001 |
|                                                              |
| Fuente ISTAT - elaboración gráfica de Wikipedia              |